# Яковлево (Галичский район)
Яковлево — деревня в составе Дмитриевского сельского поселения Галичского района Костромской области Российской Федерации.

## География
Деревня расположена на главном ходе Транссибирской магистрали, в ней расположен остановочный пункт платформа 484 км.

## Население
| 2008 | 2010 | 2012 | 2014 |
| ---- | ---- | ---- | ---- |
| 5    | ↗6   | ↘5   | ↗6   |

## История
Согласно Спискам населенных мест Российской империи в 1872 году деревня относилась к 1 стану Галичского уезда Костромской губернии. В ней числилось 9 дворов, проживало 35 мужчин и 35 женщин.
Согласно переписи населения 1897 года в деревне проживало 140 человек (63 мужчины и 77 женщин).
Согласно Списку населенных мест Костромской губернии в 1907 году деревня относилась к Ногатинской волости Галичского уезда Костромской губернии. По сведениям волостного правления за 1907 год в деревне числилось 30 крестьянских дворов и 153 жителя. Основными занятиями жителей деревни были сельское хозяйство, малярный и плотницкий промыслы.
До 2010 года деревня относилась к Челменскому сельскому поселению.